# Kanton Saint-Symphorien-d'Ozon
Saint-Symphorien-d'Ozon is een kanton van het Franse departement Rhône. Het kanton maakt deel uit van het arrondissement Lyon. Het heeft een oppervlakte van 123.08 km²  en telt 39.474 inwoners in 2017, dat is een dichtheid van 321 inwoners/km².

## Gemeenten
Het kanton Saint-Symphorien-d'Ozon omvatte tot 2014 de volgende 10 gemeenten:
- Chaponnay
- Communay
- Marennes
- Mions
- Saint-Pierre-de-Chandieu
- Saint-Symphorien-d'Ozon (hoofdplaats)
- Sérézin-du-Rhône
- Simandres
- Ternay
- Toussieu

Door de herindeling van de kantns bij decreet van 27 februari 2014, met uitwerking in maart 2015, werd het kanton gewijzigd en telde het 12 gemeenten. Het decreet van 5 maart 2020 hevelde Chassagny over naar het kanton Mornant, nadat deze gemeente op 1 januari 2018 al was opgenomen in de fusiegemeente (commune nouvelle) Beauvallon.

Sindsdien omvat het kanton volgende 11 gemeenten:
- Chaponnay
- Communay
- Marennes
- Millery
- Montagny
- Orliénas
- Saint-Symphorien-d'Ozon
- Sérézin-du-Rhône
- Simandres
- Taluyers
- Ternay